# Justin (Texas)
Justin város az USA Texas államában, Denton megyében. Lakosainak száma 4409 fő (2020. április 1.).

## Népesség
A település népességének változása:

| 2010 | 3 246 |
| 2020 | 4 409 |